# Johan Charpilienne
Johan Charpilienne (ur. 18 października 1980) – francuski kierowca wyścigowy.

## Kariera
Charpilienne rozpoczął karierę w wyścigach samochodowych w 2004 roku od startów we Francuskiej Formule Renault. Z dorobkiem 52 punktów uplasował się tam na ósmej pozycji w klasyfikacji generalnej. W tym samym roku wystartował także w sześciu wyścigach Europejskiego Pucharu Formuły Renault 2.0, jednak nie zdobywał punktów. W późniejszych latach pojawiał się także w stawce French GT Championship oraz FIA GT3 European Championship.

## Statystyki
| Sezon | Seria                                  | Zespół              | Wyścigi | Zwycięstwa | PP | NO | Podium | Punkty | Pozycja |
| ----- | -------------------------------------- | ------------------- | ------- | ---------- | -- | -- | ------ | ------ | ------- |
| 2004  | Francuska Formuła Renault              | Graff Racing        | 14      | 0          | 0  | 0  | 0      | 52     | 8       |
| 2004  | Europejski Puchar Formuły Renault 2000 | Graff Racing        | 6       | 0          | 0  | 0  | 0      | 0      | NS      |
| 2005  | Francuska Formuła Renault              | SG Formula          | 16      | 1          | 0  | 4  | 4      | 100    | 4       |
| 2005  | Europejski Puchar Formuły Renault 2.0  | SG Formula          | 2       | 0          | 0  | 0  | 0      | 0      | NS      |
| 2006  | Francuska Formuła Renault              | Pole Services       | 13      | 1          | 2  | 3  | 3      | 78     | 4       |
| 2006  | Europejski Puchar Formuły Renault 2.0  | SL Formula Racing   | 4       | 0          | 0  | 0  | 0      | 9      | 19      |
| 2008  | FIA GT3 European Championship          | Marc Sourd Racing   | 6       | 0          | 1  | 0  | 0      | 4      | 25      |
| 2008  | French GT Championship – GT3           | Pole Services       | 3       | 0          | 0  | 0  | 0      | 0      | NS      |
| 2008  | French GT Championship – GT3           | RMS Emeraude Racing | 3       | 0          | 0  | 0  | 0      | 0      | NS      |
| 2009  | French GT Championship – GT3           | AS Events           | 12      | 0          | 3  | 2  | 1      | 72     | 9       |
| 2009  | FIA GT3 European Championship          | Marc Sourd Racing   | 5       | 0          | 0  | 0  | 0      | 0      | NS      |